# Melasina nomadopis
Melasina nomadopis är en fjärilsart som beskrevs av Edward Meyrick 1935. Melasina nomadopis ingår i släktet Melasina och familjen säckspinnare. Inga underarter finns listade i Catalogue of Life.